# هانيس ستيلير
هانيس ستيلير (بالسويدية: Hannes Stiller)‏ (3 يوليو 1978 بغوتنبرغ في السويد - ) هو لاعب كرة قدم سويدي في مركز الهجوم. لعب مع نادي غوتبورغ ونادي ليونغسكايل وQviding FIF ‏ وفاسترا فرولندا ‏.

## وصلات خارجية
- هانيس ستيلير على موقع اتحاد السويد (السويدية)
- هانيس ستيلير على موقع قاعدة بيانات كرة القدم.إي يو (الإنجليزية)
- هانيس ستيلير على موقع Soccerway.com (الإنجليزية)